# Tutti i nomi
Tutti i nomi (Todos os nomes) è un romanzo di José Saramago, uscito in Portogallo nel 1997.
Il romanzo narra la storia di un mite impiegato che un giorno, spinto da una pulsione mai provata prima, comincia ad indagare sulla vita di una donna sconosciuta, lanciandosi in un'avventura nella quale si trasforma e che lo cambierà.
In tutto il romanzo l'unico nome che appare è proprio quello del protagonista e nessun altro, pur essendo centrale la tematica dei dati anagrafici e dell'identità.

## Trama
Il Signor José è un uomo sulla cinquantina, solo al mondo, che lavora da sempre come "scritturale ausiliario" alla Conservatoria Generale di una non meglio precisata grande città portoghese.
Conduce una vita monotona e grigia, come grigio è il suo posto di lavoro.
Il Signor José ha, da anni, una sola passione: conserva ritagli di giornali e riviste contenenti notizie su personaggi famosi, archiviandoli in maniera ordinata.
Dopo l'ennesimo ampliamento dell'edificio, il signor José resta l'unico impiegato ad avere la propria casa direttamente comunicante con la Conservatoria Generale. Ma, date le nuove circostanze, gli viene tolto il "privilegio" di accedere al posto di lavoro direttamente da casa sua. Non gli viene tuttavia chiesta la restituzione della chiave, né l'accesso viene chiuso in altra maniera.
Stuzzicato dall'idea di poter integrare il proprio archivio con le informazioni anagrafiche presenti negli schedari della Conservatoria, il Signor José si introduce nottetempo nella stessa e sottrae un po' alla volta i documenti di suo interesse, per copiarne i preziosi dati.
In una di queste furtive incursioni, tra le schede dei personaggi famosi momentaneamente sottratte, finisce per caso anche quella di una "persona qualunque". In maniera inspiegabile, il signor José sente di dover conoscere meglio questa persona, una donna di trentasei anni divorziata, e comincia ad indagare segretamente.
Le ricerche, condotte sfruttando con una falsa autorizzazione il nome della Conservatoria, non sono facili, e il gran tempo richiesto finisce per avere conseguenze sul lavoro. Nonostante venga meno la sua impeccabile condotta, il Conservatore Generale si dimostra insolitamente comprensivo, specie quando si preoccupa della sua salute, dopo un'influenza contratta a seguito di un'avventurosa incursione notturna nella scuola frequentata nell'infanzia dalla donna misteriosa.
Il Signor José, infine, scopre che la donna è morta suicida proprio durante le sue indagini. Anziché mollare tutto, ne visita la tomba, ne contatta i genitori, e col consenso di questi ispeziona persino la casa dove visse i suoi ultimi giorni.
Tornato a casa, trova ad attenderlo proprio il Conservatore Generale che inaspettatamente possiede una copia della chiave che permette l'accesso dalla sua casa all'ufficio. Il Conservatore, che da tempo ha scoperto tutta la vicenda avendo anche letto il diario nel quale il Signor José appunta ogni dettaglio, gli offre un'incondizionata complicità invitandolo a portare a termine l'indagine con un ultimo atto, inusitato per la maniacale precisione burocratica della Conservatoria.

## Edizioni italiane
- José Saramago, Tutti i nomi, traduzione di Rita Desti, Torino, Einaudi, 1998, ISBN 978-88-06-18180-2.
- stessa trad., in Romanzi e racconti, a cura di Paolo Collo, Milano: Mondadori (coll. "I Meridiani"), 1999, vol. II, pp. 1453-1713 ISBN 8804469390
- José Saramago, Tutti i nomi, traduzione di Rita Desti, Milano, Feltrinelli, 2010, ISBN 978-88-07-72218-9.